# Riduttore di velocità

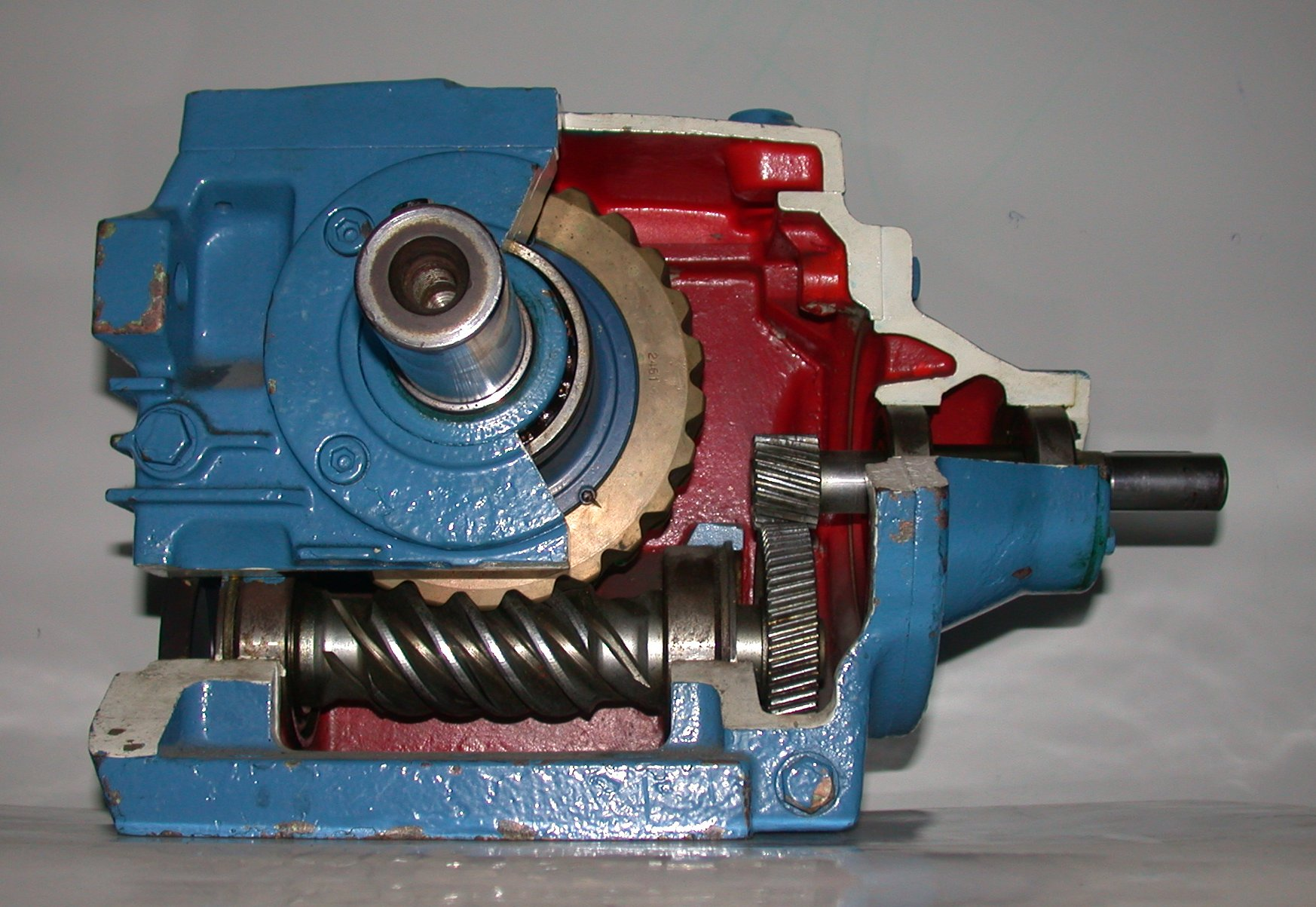
Riduttore di velocità con vite senza fine e corona dentata

Il riduttore di velocità è un dispositivo meccanico facente parte della trasmissione di potenza.
È generalmente composto da una serie di ingranaggi, alloggiati all'interno di una carcassa, che riducono la velocità di rotazione da un albero in ingresso (detto albero veloce) a un albero in uscita (detto albero lento).
Se l'albero motore (albero veloce) ha velocità angolare ω1 e l'albero condotto (lento) ha velocità angolare ω2, il rapporto di trasmissione {\displaystyle K={\frac {\omega _{1}}{\omega _{2}}}} per i riduttori di velocità risulta sempre maggiore di 1.
Accoppiato con un motore forma un motoriduttore.

## Utilizzo
Sono utilizzati in qualsiasi settore che utilizza macchine, sia idraulico che elettrico. Alcuni esempi di utilizzo di riduttori di velocità sono: nastri trasportatori, macchine mediche, robot da cucina, dispositivi di stampa, veicoli, macchine edili.
Serve per aumentare la coppia prodotta da un motore a scapito della velocità. Per esempio prendendo un motore di taglia 5Nm di coppia nominale a 3000rpm di velocità massima e applicando un riduttore di velocità 30:1, in uscita dal riduttore si avrà 5*30 Nm=150Nm e velocità pari a 3000/30=100rpm, non tenendo conto degli attriti del riduttore stesso.